# Acacia stereophylla
Acacia stereophylla é uma espécie de leguminosa do gênero Acacia, pertencente à família Fabaceae.